# Минихмайр, Биргит
Биргит Минихмайр (нем. Birgit Minichmayr; род. 3 апреля 1977[…], Линц) — австрийская актриса.
Обладательница «Серебряного медведя» лучшей актрисе за роль в фильме Марен Аде «Страсть не знает преград», который получила на 59-м Берлинском кинофестивале. Она является единственной австрийкой в истории фестиваля, которая выигрывала эту награду и первой австрийкой, которая выигрывала награду лучшей актрисе на одном из главных кинофестивалей Европы с 1956 года. Работала с несколькими влиятельными европейскими режиссёрами, среди которых Михаэль Ханеке, Том Тыквер и Джессика Хаузнер.

## Биография
Родилась в 1977 году в Линце. После окончания средней школы, поступила в театральную школу Макса-Рейнгардта в Вене, где изучала драму. Там одним из ее преподавателей был известный австрийский актер и режиссер Клаус Брайндауер. Первый театральный опыт получила в Бургтеатре, где играла во многих пьесах, в частности по мотивам Шницлера, Шекспира и Нестроя. В 2000 году дебютировала в кино, снявшись в фильме «Abschied». В том же году сыграла в одном из эпизодов телесериала «Место преступления». После этого получила Премию Нестроя как «Лучший молодой талант» в Австрии.
В 2006 году сыграла Мицци Каспер, одну из любовниц кронпринца Рудольфа в фильме «Kronprinz Rudolfs letzte Liebe».
В 2009 году на 59-м Берлинском кинофестивале получила премию Серебряный медведь лучшей актрисе за роль в фильме режиссёра Марен Адэе «Страсть не знает преград».

## Личная жизнь
Проживает в Мюнхене и Вене. Владеет английским языком и принимала участие в нескольких англоязычных проектах.

## Избранная фильмография
| Год  |   | Название                                               | Роль            |  |
| ---- | - | ------------------------------------------------------ | --------------- |  |
| 2000 | с | Место преступления                                     | Кати            |  |
| 2001 | ф | Мнения сторон                                          | Эмми Штраубе    |  |
| 2004 | ф | Бункер                                                 | Герда Кристиан  |  |
| 2005 | ф | Парфюмер. История одного убийцы                        | Мать            |  |
| 2006 | с | Телефон полиции — 110                                  | Аглая           |  |
| 2009 | ф | Белая лента                                            | Фрейда          |  |
| 2009 | ф | Страсть не знает преград                               | Гитти           |  |
| 2012 | ф | Сделка с Адель                                         | Адель Спитцедер |  |
| 2014 | ф | Милый Ханс, дорогой Пётр                               | Грета           |  |
| 2014 | ф | «Любовь ради мира — Берта фон Зутнер и Альфред Нобель» | Берта           |  |
| 2018 | ф | Три дня в Киброне                                      | Хильде Фрич     |  |
| 2021 | ф | Королевская игра                                       | Анна Барток     |  |